# Juan Borgia, 2. Herzog von Gandía
Juan Borgia (auch ital. Giovanni Borgia oder span. Juan de Borja, kat. Joan de Borja; * 1476 oder 1478; † 14. Juni 1497 in Rom) war ein spanisch-italienischer Renaissancefürst und der Lieblingssohn Papst Alexanders VI., der mit Juans Mutter Vanozza de’ Cattanei noch drei weitere uneheliche Kinder hatte, Cesare, Lucrezia und Jofré.
Der als arrogant und verzogen beschriebene junge Mann wurde 1493 von seinem Vater im Rahmen einer politischen Allianz nach Spanien geschickt, um Maria Enríquez i de Luna  (1477–1520), die Witwe seines am 14. August 1488 verstorbenen Halbbruders Pedro-Luiz Borgia, zu heiraten und das ihm von diesem vererbte Herzogtum Gandia in Besitz zu nehmen. Am spanischen Hof erregte das ungehörige Benehmen Juan Borgias allerdings Missfallen, und 1496 wurde er nach Rom zurückgerufen.
In Italien überhäufte Alexander VI., der sich als erster Papst offen zu seinen Kindern bekannte, ihn in unverhohlenem Nepotismus mit einer großen Anzahl von Ämtern und Würden. Trotz militärischer Misserfolge ernannte er Juan unter anderem zum Oberbefehlshaber der päpstlichen Armee und erschuf für ihn das Herzogtum Benevent, was auf vielen Seiten Hass und Anfeindungen gegenüber den  Borgias auslöste, die ohnehin schon als spanische Emporkömmlinge verhasst waren.
In der Nacht vom 14. zum 15. Juni 1497 wurde Juan Borgia schließlich in Rom von Unbekannten ermordet. Seine Leiche fand man erst Tage später mit Stichwunden übersät im Tiber. Außer sich vor Schmerz ließ Alexander VI. Ermittlungen anstellen, um die Mörder zu finden; das Verbrechen konnte jedoch nie aufgeklärt werden. Des Mordes verdächtigt wurden nicht nur die mit den Borgia verfeindete Familie Orsini und Juans Schwager Giovanni Sforza, sondern auch Juans eigene Brüder Cesare und Jofré.

## Frühe Jahre
Über Juan Borgias Kindheit ist recht wenig bekannt. Er wurde 1476 oder 1478 als zweiter Sohn des spanischen Kardinals Rodrigo Borgia und seiner langjährigen italienischen Mätresse Vanozza de’ Cattanei vermutlich in Rom geboren. Früher ging man von 1474 als Geburtsjahr aus und hielt Juan für den Erstgeborenen, dies ist aber überholt. Als uneheliches Kind eines Priesters, der die Papstwürde anstrebte, konnte er nicht öffentlich im Haus seines Vaters leben, auch wenn dieser seine Kinder geradezu abgöttisch geliebt haben soll und ihnen später jede erdenkliche Bevorzugung zukommen ließ.
Einige Historiker vermuten, dass er daher mit seinen Geschwistern im Haus seiner Mutter an der damaligen Piazza Pizzo di Merlo (heute: Piazza Sforza Cesarini) aufwuchs, das nahe beim Vatikan und dem Palast seines Vaters lag. Möglich ist aber auch, dass er irgendwann zwischen 1483 und der Neuverheiratung seiner Mutter 1486 im Haushalt Adriana da Milas untergebracht wurde, einer adeligen Cousine seines Vaters, in deren Obhut auch seine Schwester Lucrezia lebte. Sicher ist nur, dass er und Cesare sich einen Haushalt teilten und er vom Vater umsorgt eine für die damalige Zeit umfassende Ausbildung von seinem Tutor, Jaime Serra, erhielt.
Die offizielle Vormundschaft und Vermögensverwaltung für Juan gab Rodrigo Borgia 1483 an seinen ältesten Sohn, Juans Halbbruder Pedro-Luis, Herzog von Gandía, der sich in Spanien aufhielt. Bei dessen Tod im August 1485 wurde der etwa zehnjährige Juan zum zweiten Herzog von Gandía, da Pedro-Luis ihn testamentarisch zu seinem Alleinerben gemacht hatte.

## Charakter und Aussehen

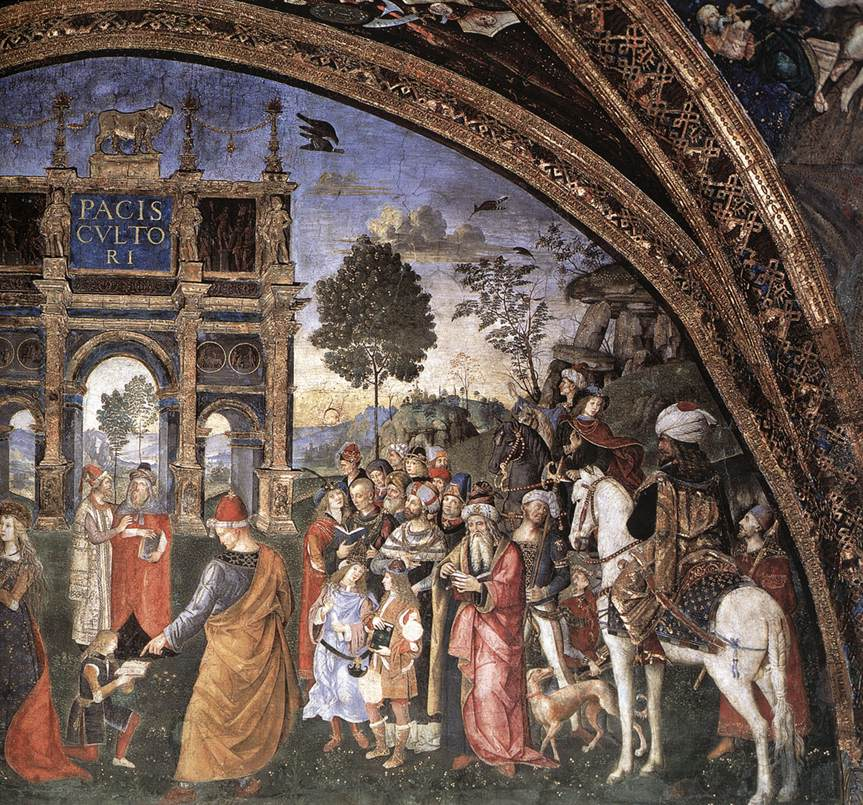
In den Borgia-Gemächern im Vatikan soll Alexander VI. seine Kinder verewigt haben.
Der türkisch gekleidete Reiter rechts wird oft für eine Darstellung Juan Borgias gehalten, die Zuweisung ist jedoch umstritten.

Juan war laut dem spanischen Chronisten Jeronimo Zurita ein „verzogener Junge“ gewesen und wuchs zu einem „gemeinen jungen Mann, voller großartiger Anwandlungen und schlechter Gedanken, hochnäsig, grausam und unvernünftig“ heran. Er galt als ausgesprochen gutaussehend, überdurchschnittlich groß und athletisch und anziehend für Frauen. Laut römischer Gerüchteküche unterhielt er später eine Affäre mit der Gemahlin seines Bruders Jofré, Sancha von Aragon. Der Gemahl seiner Mutter beschrieb ihn als „Augapfel seiner Heiligkeit“, denn der Vater gab ihm jede denkbare Bevorzugung und ließ ihm nach seiner Wahl zum Papst die große Ehre zuteilwerden, bei öffentlichen Auftritten vor dem Papst herzureiten. Juan, der bekannt für seine extravagante Kleidung war, stolzierte dann in prächtigen, teuren Kleidern auf einem mit Silberglöckchen behangenen Pferd durch Rom, überaus stolz auf sein Erscheinungsbild. Oft kleidete er sich im türkischen Stil wie der im Vatikan als Geisel lebende Sultan Cem, mit dem er befreundet war.

## Spanienaufenthalt 1493–1496
Nachdem Juans Vater 1492 als Alexander VI. die Papstwürde erlangt hatte, bekannte er sich bald offen zu seinen Kindern und band sie in seine politischen Pläne ein, wie es damals eigentlich nur für weltliche Fürsten üblich war. Nachdem Cesare zum Kardinal ernannt und Lucrezia in einer politisch vorteilhaften Ehe verheiratet worden war, reiste schließlich Juan im Rahmen einer politischen Allianz zwischen dem spanischen Königspaar Isabella und Ferdinand und seinem Vater nach Spanien.
Im August 1493 schickten die für ihren Pomp bekannten Borgia den Siebzehnjährigen in Begleitung von vier Galeeren, prächtig ausgestattet mit einer unglaublichen Menge an Juwelen, Silber und luxuriösen Möbeln für seinen Palast in Gandía, auf den Weg. „Man sagt, er wird in einem Jahr zurückkommen, doch all seine Güter in Spanien lassen und für eine neuerliche Ernte zurückkehren“, schrieb der Botschafter von Mantua.

Das Wappen der Borgia-Herzöge von Gandía

Am spanischen Hof wurde Juan offiziell mit dem Herzogtum Gandía belehnt und am 24. August fand in Barcelona die feierliche Eheschließung zwischen ihm und Maria Enríquez i de Luna statt, einer Cousine König Ferdinands, die zuvor schon mit seinem Bruder Pedro-Luis verlobt gewesen war. Schon vor seiner Abreise hatte Alexander seinem Sohn peinlich genaue Anweisungen gegeben, wie er sich gegenüber dem spanischen Königspaar benehmen solle, von dem er sich noch viele Lehen und Gunstbeweise für Juan erhoffte. Doch diese nahmen nicht an seiner Hochzeit teil und im November erreichten Berichte über Juans schlechtes Benehmen Rom. Sein Bruder Cesare schrieb in einem mahnenden Brief an ihn:

„Seine Heiligkeit haben Briefe erhalten, dass Ihr nachts durch Barcelona streift und Hunde und Katzen tötet, regelmäßig Bordelle besucht, um große Summen Geldes spielt, respektlos und leichtsinnig mit wichtigen Personen sprecht, ungehorsam gegenüber Don Enrich und Dona Maria [Juans Schwiegereltern] seid und Euch schließlich gänzlich auf eine Art benehmt, die einem Edelmann Eures Standes nicht gebührt.“

Juan wies zumindest den Vorwurf zurück, dass er seine Gemahlin vernachlässige und die Ehe nicht vollzogen habe. Am 4. Dezember 1493 schrieb er an seinen Vater: „Euer Heiligkeit kann sicher sein, dass ich mit der Herzogin zufrieden und getröstet bin... Ich bin in sie verliebt... ich schlafe immer bei ihr und wir leben sehr gut zusammen.“ Die Geburt seines Sohnes im Jahr darauf entkräftete diesen Vorwurf endgültig, doch den Papst beunruhigten nun Juans finanzielle Extravaganzen. Empört über die Ausgaben seines Sohnes, der sich einen Hofstaat von 130 Edelleuten mitsamt Gefolge hielt und sein Herzogtum mit Zukäufen ausbaute, drohte Alexander ihm kein Geld mehr zu schicken, denn „ein widerspenstiges Pferd muss man kurz am Zügel halten!“
Dies hielt ihn allerdings nicht davon ab, weitere Titel und Ländereien für Juan anzuhäufen. Die Allianz mit dem spanischen Königshaus Aragon trug bald weitere Früchte, als der Papst am 8. Mai 1494 Alfons von Aragon zum König von Neapel krönte. Im Gegenzug machte der König reiche Landgeschenke an die päpstlichen Kinder, unter anderem ernannte er „wegen besonderer Verdienste den erlauchten Herrn Juan Borgia, Herzog von Gandia, den Sohn des Papstes, zum Fürsten von Tricarico, Grafen von Clermont, Lauria und Carinola.“
Allerdings erhob kurz darauf auch der französische König Karl VIII. Anspruch auf die Krone Neapels; er bereitete eine Invasion Italiens vor und drohte Alexander mit einer Amtsenthebung. Juan, der als Zeichen des Bündnisses zwischen dem Haus Aragon und dem Papst in Spanien war, wurde nun zum Bauern im politischen Schachspiel. Um zu garantieren, dass Alexander trotz der Bedrohung durch Frankreich weiter die Ansprüche Alfonsos auf Neapel unterstützte, hielt der spanische König Ferdinand ihn als Unterpfand in Spanien zurück. Alexander, der schon im Mai 1494 versucht hatte Juan aus Spanien zurückzuholen, überstand die Invasion der Franzosen Anfang 1496 unbeschadet, doch Juan wartete inzwischen ungeduldig darauf heimreisen zu können. „Ich habe seiner Heiligkeit geschrieben, dass er meine Abreise befehlen soll, und hoffe von Tag zu Tag auf diesen Befehl [...] Jeder Tag scheint mir wie ein Jahr wegen des Aufschubs dieser Schiffe.“, schrieb er an Lucrezia und Cesare. Selbst danach zögerte Ferdinand die Abreise solange hinaus, bis Juans Frau Maria Enriquez die Reise aufgrund ihrer zweiten Schwangerschaft nicht mehr antreten konnte. Er hatte keinerlei Interesse daran, seine junge Verwandte in den Machtbereich des Papstes gehen zu lassen.
Juan konnte schließlich erst am 10. August 1496, nach drei Jahren in Spanien und ohne Frau und Sohn, nach Rom zurückkehren. Der junge Herzog, dessen einziges Verdienst es war, der Sohn des Papstes zu sein, wurde dabei mit einem solchen Pomp und so besonderer Ehrung empfangen wie zuvor nicht einmal der französische König. Sämtliche Kardinäle unter der Führung seines Bruders erwarteten ihn auf dem Marsfeld, dazu Botschafter, römische Adelige und Offizielle.

## Feldzüge und weitere Titel
Wenige Monate nach seiner Rückkehr nach Italien wurde dem militärisch völlig unerfahrenen Juan von seinem Vater die Führung eines päpstlichen Aufgebotes für einen Feldzug gegen die Familie Orsini übertragen, die er vernichten sollte. Am 26. Oktober 1496 ernannte er Juan dafür zum Generalkapitän und Bannerträger der Kirche. „Der Papst ist so aufgeblasen über diese Erhebung seines Sohnes, dass er kaum weiß, wohin mit sich“, wurde berichtet. Zunächst konnte Juan einige militärische Erfolge verzeichnen, die den Papst mit Stolz erfüllten – innerhalb von zwei Monaten eroberten Juan und der erfahrene, ihm zur Seite gestellte Condottiere Guidobaldo da Montefeltro zehn Burgen der Orsini. Als Guidobaldo bei der Belagerung Braccianos allerdings verwundet wurde, geriet der Vormarsch jedoch ins Stocken. Unter Juans alleinigem Kommando hielt nicht nur die Festung stand, die Orsini machten  auch schnell wieder Vorstöße bis vor die Mauern Roms und fingen Juans Nachschublinien ab. Siegessicher verspotteten sie ihn, indem sie ihm einen Esel ins Feldlager schickten mit einem Schild um den Hals Ich bin der Gesandte des Herzogs von Gandia und einer beleidigenden Nachricht, die man dem Tier in den Anus geschoben hatte.
Am 24. Januar wurden die päpstlichen Streitkräfte schließlich vor Soriano „schwer geschlagen in großer Entehrung“, da Juan unklugerweise das Entsatzheer der Orsini auf offenem Feld getroffen hatte. Ihm gelang, nur leicht im Gesicht verletzt, zwar die Flucht nach Rom, doch dem Papst blieb nun nichts anderes übrig, als einen Friedensvertrag mit den Orsini zu unterschreiben.
Das Vertrauen des Papstes in die Fähigkeiten seines Sohnes schien dennoch ungebrochen, er schenkte Juan 40.000 Dukaten mit der Begründung, er habe durch seine Flucht dem päpstlichen Hof eine Lösegeldforderung erspart, während er sich weigerte, den gefangen genommenen Guidobaldo freizukaufen. Und schon zwei Wochen später entsandte er Juan, um die Festung Ostia zu belagern, wo sich noch französische Truppen aufhielten. Diesmal stellte er ihm mit Gonsalvo de Cordoba jedoch einen erfahrenen spanischen Heerführer als Kommandant zur Seite, der Ostia am 9. März 1497 zur Kapitulation zwang.
Als Juan beim anschließenden Empfang in Rom mit gleichen Ehren wie Gonsalvo behandelt wurde, war dieser enorm verärgert und lehnte es ab, vom Papst den geweihten Palmzweig zu empfangen, weil Juan ihn vor ihm erhalten hatte. Selbst bei einem Verbündeten und Landsmann wie Gonsalvo löste die offensichtliche Bevorzugung Juans und das Auftreten der Borgia Empörung aus. Damit nicht genug, schuf der Papst am 7. Juni auch noch das Herzogtum Benevent, um es Juan zusammen mit den Städten Terracina und Pontecorvo zu verleihen. Da diese eigentlich Besitz des Kirchenstaates waren, löste dies Empörung und Wut aus. Der spanische Botschafter fiel vor dem Papst auf die Knie, um ihn von diesem Vorhaben abzuhalten, doch Alexander ignorierte die Warnzeichen. Die bereits gegen die Borgia aufgeheizte Stimmung in Rom schlug nun gänzlich um und Juan, der sich durch seine Arroganz bereits mächtige Feinde gemacht hatte, wurde das Hauptziel der Anfeindungen. Eine Woche nach seiner Ernennung zum Fürsten von Benevent, Terracina und Teano und zum Herzog von Sessa wurde er ermordet. Sein Leichnam wurde zunächst in der Kirche Santa Maria del Popolo in Rom bestattet, wo schon sein älterer Halbbruder Pedro-Luis, der erste Herzog von Gandía, beigesetzt worden war. Später wurden ihre Gebeine nach Gandía bei Valencia überführt. Die Herzöge von Osuna verlegten die Gräber schließlich nach Osuna bei Granada, als sie das Herzogtum Gandía erbten.

## Ermordung
Über die Ereignisse der Mordnacht gibt es zwei, sich leicht voneinander unterscheidende zeitgenössische Berichte: einen vom päpstlichen Zeremonienmeister Johannes Burckard und einen vom florentinischen Botschafter Marin Sanudo.

### Tathergang
Am Mittwochabend, dem 14. Juni 1497, speiste Juan zusammen mit seinem Bruder Cesare und seinem Cousin, Kardinal Juan Borgia von Monreale, im Haus seiner Mutter Vanozza. Bei Einbruch der Nacht ritten sie zurück zum Vatikan, doch an der Brücke zur Engelsburg erklärte Juan, er wolle sich noch „anderswo Unterhaltung verschaffen“. Trotz der eindringlichen Bitten seiner Verwandten und Diener, nicht allein nachts durch Rom zu reiten, entließ er alle bis auf einen Diener und verabschiedete sich. Als er Richtung Judenplatz ritt, sahen sie, wie er einen mysteriösen Maskierten hinter sich auf den Maulesel nahm, der schon beim Abendessen bei ihm aufgetaucht war und der ihn bereits seit einem Monat fast täglich im Vatikan besucht hatte. Am Judenplatz angekommen, entließ Juan auch seinen letzten Diener und, in den Worten Burckards, „ritt wer weiß wohin, wo er ermordet wurde.“ Laut verschiedener Berichte wurde Juans Diener entweder schwer verwundet oder ermordet.
Cesare und Kardinal Borgia von Monreale hatten einige Zeit mit „beträchtlichem Unbehagen“ an der Brücke auf Juans Rückkehr gewartet, waren dann aber zurück zum Vatikan geritten. Johannes Burckard schreibt:

„Als am nächsten Morgen, Donnerstag, den 15. Juni, der Herzog nicht in den Palast zurückkehrte, gerieten seine vertrauteren Diener in Unruhe und einer von ihnen meldete den späten Ausgang des Herzogs und Cesares und die vergeblich erwartete Rückkehr des Erstgenannten in der Frühe dem Papst. Der Papst war darüber bestürzt, er redete sich zunächst ein, der Herzog vergnüge sich irgendwo mit einem Mädchen und scheue sich deshalb am hellen Tag ihr Haus zu verlassen, hoffte aber, dass er jedenfalls an diesem Abend nach Hause kommen werde. Als auch dies nicht geschah, wurde der Papst von tödlichem Schrecken ergriffen...“

### Ermittlungen und Leichenfund
Alexander ordnete Befragungen und eine Suche nach seinem Sohn an, und bald durchkämmten Borgia-Getreue in Rom jeden Winkel. Aus Angst vor einem Rachefeldzug verbarrikadierten sich viele Römer in ihren Häusern und die mit den Borgia verfeindeten Familien Colonna, Savelli, Orsini und Caetani verstärkten ihre Festungen, während wütende Spanier mit gezogenen Schwertern durch die Stadt streiften.
Schließlich machte ein Holzhändler namens Giorgio Schiavi eine Aussage, die zur Entdeckung von Juans Leiche führte. Er hatte in der Mordnacht zur Bewachung seines Holzes in seinem Boot auf dem Tiber gelegen und beobachtet, wie fünf Männer neben dem Brunnen am Hospital des Hieronymus eine Leiche in den Fluss geworfen hatten, dort wo normalerweise der Müll entsorgt wurde.

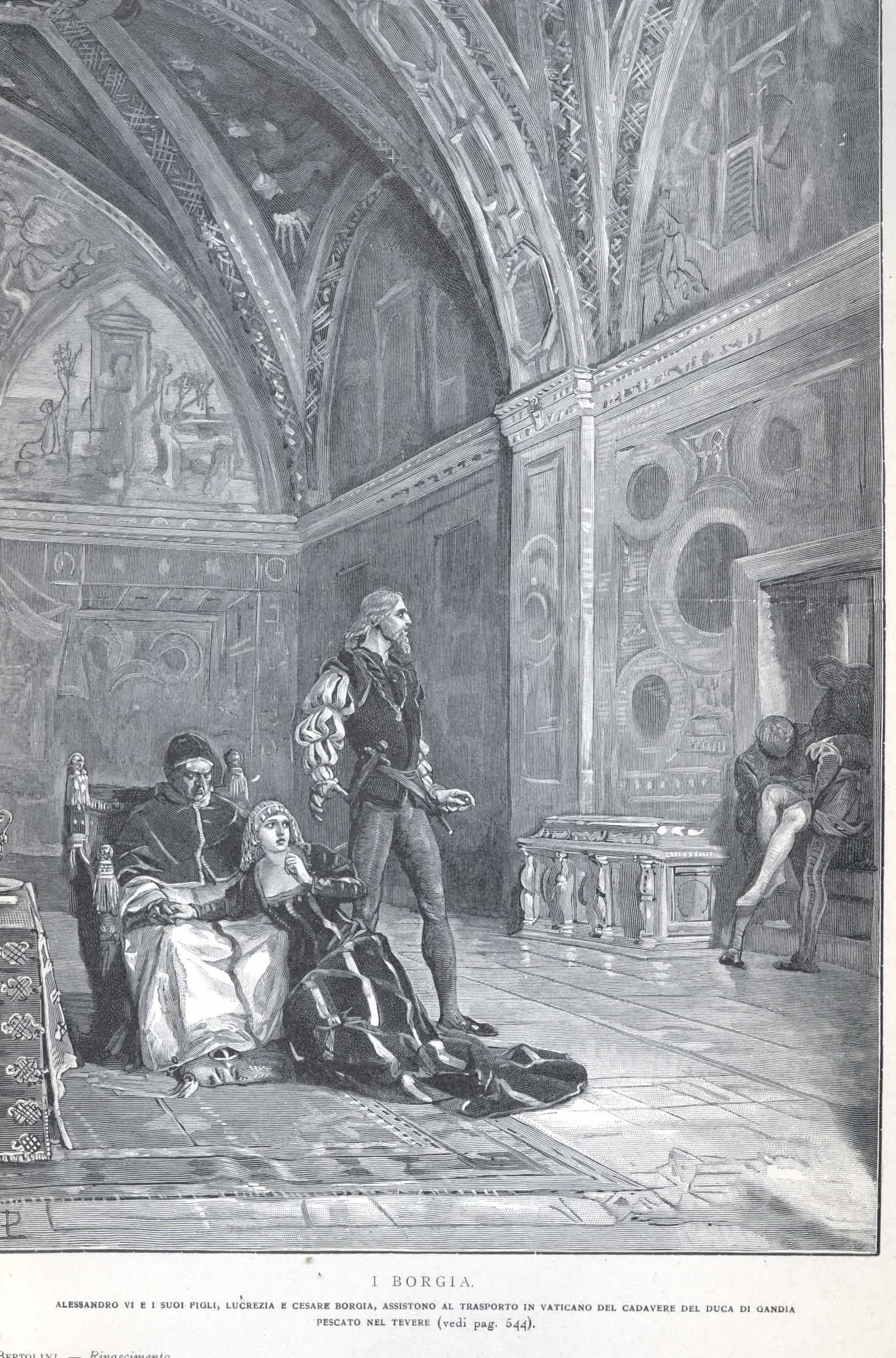
Die Leiche Juan Borgias wird zu seinem Vater und seinen Geschwistern gebracht (moderne Darstellung).

„Es war gegen 2 Uhr nachts, als zwei Männer aus dem Gässchen neben dem Hospital ... heraustraten. Sie schauten sich vorsichtig um, ob jemand vorbeikäme... Nach einer Weile kamen zwei andere aus dem Gässchen heraus, hielten gleichfalls Umschau und gaben ... den Genossen ein Zeichen. Nun erschien ein Reiter, der auf dem Schimmel hinter sich einen Leichnam hatte, dessen Haupt und Arme auf der einen, die Beine auf der anderen Seite herunterhingen, rechts und links von den beiden ersterwähnten Männern gestützt... Nun packte der eine die Leiche an Händen und Armen, der andre an Füßen und Schenkeln, zogen sie vom Pferd herunter und schleuderten sie mit aller Macht in den Fluss... Auf die Frage des Reiters, ob er drin läge, erwiderten sie: Ja, Herr! Dann warf der Reiter noch einen Blick in den Fluss und fragte... was man dort Schwarzes schwimmen sähe. Sie erwiderten: den Mantel, worauf er Steine auf das Kleidungsstück warf, damit es in der Tiefe unterginge. Hierauf verschwanden alle fünf...“

Als der Holzhändler gefragt wurde, warum er dies nicht dem Gouverneur der Stadt gemeldet hätte, erwiderte er: „Ich habe in meinen Lebtagen an jener Stelle in den verschiedensten Nächten wohl hundert Leichen in den Fluss werfen sehen, ohne dass sich einer drum gekümmert hätte.“
Nun wurden mit Aussicht auf eine reiche Belohnung sämtliche Fischer und Schiffer Roms beauftragt, nach Juans Leiche zu suchen. „Noch vor der Versperstunde fanden sie den Herzog noch in vollständiger Kleidung, nämlich in Strümpfen, Schuhen, Überrock, Wams und Mantel; unter dem Gürtel hatte er noch die Brieftasche mit 30 Dukaten. Er war durch neun Wunden verletzt, eine am Hals durch die Kehle, die andern acht an Kopf, Körper und Schenkeln.“
Als man dem Papst berichtete, dass sein Lieblingssohn ermordet und wie Unrat in den Fluss geworfen worden war, schloss er sich bitterlich weinend in seinen Gemächern ein und konnte stundenlang nicht überredet werden herauszukommen. Laut Burckard aß, trank und schlief er anschließend tagelang nicht. Erst am Montag, dem 19. Juni, war er gefasst genug, um ein öffentliches Konsistorium abzuhalten, ein in der Kirchengeschichte einzigartiger Akt, in dem ein Papst öffentlich seinen Sohn betrauerte:

„Der Herzog von Gandia ist tot. Sein Tod gab Uns das größte Leid und keinen größeren Schmerz als diesen könnten Wir erleiden, denn Wir liebten ihn mehr als alles andere, und schätzten selbst das Pontifikat noch irgendetwas anderes mehr. Hätten Wir sieben Pontifikate, Wir gäben sie alle, um den Herzog wieder lebend zu haben.“

### Mordverdächtige
Die Frage, wer letztendlich der Mörder war, sorgte damals wie heute für viel Spekulation und ist noch immer Gegenstand von Debatten unter Historikern. Dass es sich um einen Raubmord gehandelt haben könnte, ist ausgeschlossen, da Juan noch immer 30 Dukaten bei sich trug, als man seinen toten Körper fand. Auch der Auftritt des unbekannten Maskierten schien gegen ein Motiv aus Geldgier zu sprechen. Zudem hatten Juan und die Borgia viele Feinde, die als Mörder in Frage kamen. Direkt nach dem Mord wurden in der römischen Gerüchteküche zunächst Giovanni Sforza sowie Guidobaldo da Montefeltro, Kardinal Ascanio Sforza, der Vizekanzler, und Jofré Borgia genannt.
Alle hätten ein Mordmotiv aus Rache gehabt. Giovanni Sforza war kurz zuvor vom Papst gegen seinen Willen von Juans Schwester Lucrezia geschieden worden, erniedrigenderweise wegen angeblicher Impotenz, obwohl der wahre Grund war, dass das Bündnis mit den Sforzas für die Borgias nutzlos geworden war. Giovanni hatte verbal zurückgeschlagen, indem er behauptete, Lucrezia würde mit ihrem Vater und ihren Brüdern Inzucht treiben. Guidobaldo da Montefeltro war von den Borgia schlecht behandelt worden, als er nach Juans gescheitertem Versuch, die Orsini zu besiegen, gefangen genommen wurde. Weil Alexander sich weigerte, sein Lösegeld zu bezahlen, musste er sich selbst freikaufen. Mit Ascanio Sforza hatte Juan nur kurze Zeit vor seiner Ermordung eine heftige Auseinandersetzung gehabt, in deren Verlauf einige von Juans Spaniern getötet worden waren und er aus Rache dafür mehrere von Ascanios Diener verhaftet und an den Wällen des Torre di Nona aufgehängt hatte. Für Juans jüngsten Bruder Jofré sah man ein Motiv, weil Juan nachgesagt wurde, dass er eine Affäre mit Jofrés Gattin Sancha von Aragon hätte.

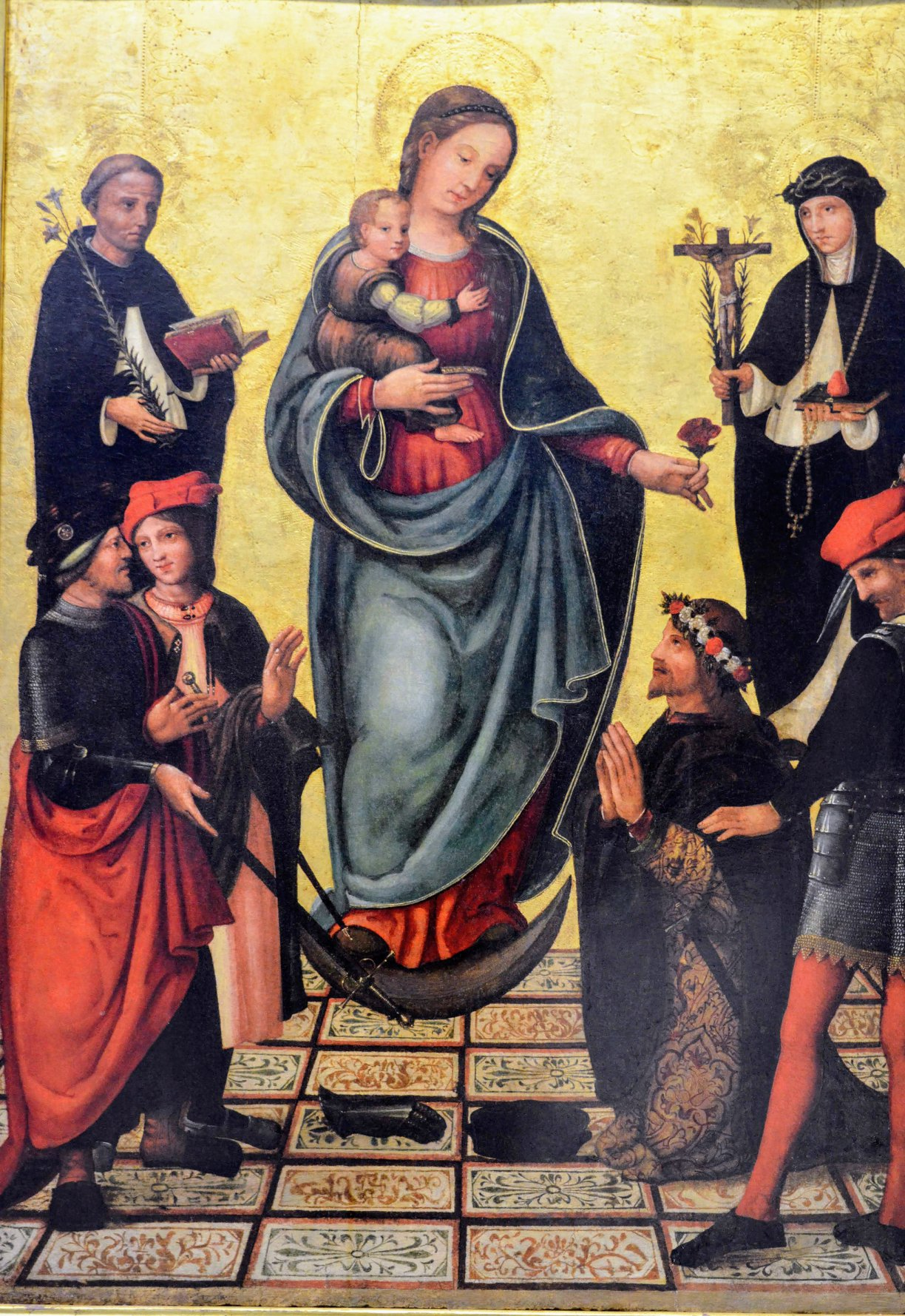
Juans Witwe, Maria Enriquez, gab nach seinem Tod ein Bild in Auftrag, in dem der kniende Juan rechts im Bild von hinten erstochen wird.

Alexander entlastete jedoch alle diese Verdächtigen im Konsistorium am 19. Juni und stellte innerhalb einer Woche sämtliche Nachforschungen ein. Der Florentiner Botschafter glaubte bereits am 1. Juli, der Grund dafür sei, „dass zweifelsohne Seine Heiligkeit die Wahrheit herausgefunden hat und nun an nichts anderes denkt als daran, wie er die Schuldigen in seine Gewalt bringen kann.“
Die Orsini, gegen die Juan ins Feld geschickt worden war, wurden ebenfalls verdächtigt. Diese Adelsfamilie war schon lange mit den Borgia verfeindet gewesen und hatte sich im Kampf um Neapel gegen Alexander VI. mit den Franzosen verbündet. Sie kontrollierten die Ländereien der Campagna Romana im Norden und Süden Roms, die eigentlich zum Kirchenstaat gehörten und die Zugangsstraßen in die ewige Stadt selbst, weshalb Alexander den gescheiterten Versuch unternahm, sie durch Juan vernichten zu lassen. Zudem machten die Orsini Alexander für den Tod ihres Anführers Virginio verantwortlich, von dem man glaubte, er sei vergiftet worden. Im August wurde in Florenz berichtet, dass die Orsini und speziell der venezianische Condottiere Bartolomeo d’Alviano (Virginios Schwager), dem der Mord am Herzog von Gandia nachgesagt wird, nervös wären. Im Dezember berichteten verschiedene Botschafter: „Der Papst gibt mehr denn je den Anschein den Orsinis die Schuld an der Ermordung seines Sohnes zu geben, weshalb man glaubt er wolle sich rächen.“ und „Dieser Papst plante die Orsini zu vernichten, denn sie waren es zweifellos, die den Tod seines Sohnes verursachten“.
Der am meisten genannte Name ist jedoch der Cesare Borgias, sowohl zu seinen Lebzeiten, als auch heute noch. Beweise dafür, dass er der Mörder gewesen wäre, gibt es jedoch nicht. Die Idee beruht wie bei den anderen Verdächtigen auf Spekulationen über mögliche Motive. Direkt nach Juans Tod verdächtigte ihn zunächst niemand, obwohl schon kurz nach Juans Rückkehr aus Spanien ein Botschafter berichtete, dass „diese Söhne des Papstes voll Neid aufeinander“ seien. Erst ein Jahr später, im Februar 1498, kamen in Venedig Gerüchte auf, er sei der Mörder. Zu diesem Zeitpunkt gab Cesare die Kirchenlaufbahn, die sein Vater für ihn geplant hatte, zugunsten der militärischen Karriere auf, die eigentlich Juans Weg gewesen wäre. Er hatte in den Augen der Bevölkerung aus dem Tod seines Bruders klare Vorteile gezogen. Der Vorwurf wurde im September 1500 in einem offiziellen venezianischen Bericht wieder aufgegriffen, zu einer Zeit, als Cesare offen eines anderen Mordes für schuldig befunden wurde. Die Idee, dass Cesare der Schuldige sei, verbreitete sich bis nach Spanien und zumindest Juans Witwe Maria Enriquez blieb zeitlebens der Überzeugung, er sei der Mörder ihres Mannes. Sie strengte einige Jahre später, als Cesare in spanischer Gefangenschaft war, sogar einen Mordprozess gegen ihn an.
Guiccardini schmückte die Geschichte später noch aus und sah Cesares Motiv daran, dass er nicht nur auf Juans weltliche Karriere neidisch gewesen sei. Er wäre zudem auch eifersüchtig, dass seine vielgeliebte Schwester Lucrezia, mit der er angeblich eine inzestuöse Beziehung hatte, Juan mehr geliebt hätte als ihn. In der Neuzeit vertrat der deutsche Historiker Ferdinand Gregorovius die Ansicht, Cesares „satanischer Einfluss“ über seinen Vater rühre davon her, dass der Papst längst wusste, dass er Juan ermordet habe.
Die meisten modernen Historiker weisen jedoch darauf hin, dass die Quellenlage heute wie damals keinen Schluss auf den Mörder zulässt.

## Nachkommen
- Juan de Borja y Enríquez, 3. Herzog von Gandía (* 1494; † 9. Januar 1543). Er war in erster Ehe seit dem 31. Januar 1509 mit Juana de Aragón y Gurrea (1492–1520) und in zweiter Ehe seit dem 13. März 1523 mit Francisca de Castro y Pinós verheiratet. Er war Vater von zwanzig Kindern, wobei sieben Kinder aus seiner ersten Ehe, ein uneheliches Kind aus einer Beziehung mit Catalina Díaz y de Castellvi und zwölf Kinder aus seiner zweiten Ehe stammten. Sein Nachfolger als Herzog von Gandía war sein ältester Sohn, der Heilige Francisco de Borja.[38][39][40][41]
- Isabella de Borja y Enríquez. Sie wurde am 15. Januar 1498 postum geboren und war seit 1516 Nonne. Sie starb am 28. Oktober 1557 in Valladolid unter dem Namen Francisca de Jesus als Äbtissin des Klarissinenklosters in Gandía.[42][43]